# Brants’ Pfeifratte
Die Brants’ Pfeifratte (Parotomys brantsii), auch Karru-Ratte genannt, ist mit einer Körperlänge von 12,5 bis 16,5 Zentimetern und einer Schwanzlänge von 7,5 bis 10,5 Zentimetern ein größerer Vertreter aus der Ordnung der Nagetiere.

## Merkmale
Brants’ Pfeifratte ist eine mittelgroße bis große Nagetierart, wobei die Tiere in Südafrika größer und schwerer als die in Namibia sind. Sie weisen zudem einen Sexualdimorphismus mit größeren Männchen als Weibchen auf. Männchen in Südafrika erreichen eine Kopf-Rumpf-Länge von durchschnittlich 21,5 Zentimeter bei einer Spanne von 17,7 bis 24,9 Zentimetern. Der Schwanz hat eine Länge von durchschnittlich 87 Millimetern, die Spanne reicht von 70 bis 154 Millimeter, und das Gewicht beträgt 84 bis 206 Gramm, durchschnittlich 138 Gramm. Die Weibchen in Südafrika erreichen eine Kopf-Rumpf-Länge von durchschnittlich 20,2 Zentimeter bei einer Spanne von 16,1 bis 23,6 Zentimetern. Der Schwanz hat eine Länge von durchschnittlich 82 Millimetern, die Spanne reicht von 58 bis 97 Millimeter, und das Gewicht beträgt 80 bis 214 Gramm, durchschnittlich 121 Gramm.
Das Fell der Tiere ist lang und dicht mit Haarlängen von sechs bis sieben Millimetern. Das Rückenfell hat eine siena-gelbe Grundfarbe und ist schwarzbraun gesprenkelt. Die einzelnen Haare haben eine graue Basis und eine gelbe Spitze, dazu kommen vor allem nahe der Rückenlinie lange schwarze Haare. Die Körperseiten sind etwas blasser und der Bauch hat eine grauweiße Färbung. Der Kopf ist grau-weiß mit einer stumpfen Schnauzenregion, die Nasenbereiche und die Stirn sind rötlich gefärbt. Die Ohren sind groß gerundet und dunkel pigmentiert mit kurzen braunen und blassen Haaren. Die Beine sind kurz. Die Vorderfüße besitzen vier lange und schlanke Finger mit langen Klauen, der erste Finger ist reduziert und nur undeutlich erkennbar. Die Füße haben fünf gut ausgebildete Zehen mit langen Krallen. Der Schwanz ist kurz mit etwa 63 % der Kopf-Rumpf-Länge. Er ist behaart, auf der Oberseite dunkelbraun und seitlich und an der Unterseite rötlich-braun. Die Weibchen besitzen zwei Paar Zitzen in der Leistengegend.
Von der sehr ähnlichen Littledales Pfeifratte (Parotomys littledalei) unterscheidet sich Brants’ Pfeifratte nur sehr wenig. Sie ist etwas schwerer bei gleicher Größe und hat eine etwas spitzere Nase und spitzere Ohren, zudem unterscheiden sich die Zähne, vor allem die Molaren und oberen Schneidezähne in ihrer Ausbildung. Die Alarmrufe von Brants’ Pfeifratte sind kürzer und nicht so schrill wie die von Littledales Pfeifratte.

## Verbreitung und Lebensraum
Das Verbreitungsgebiet dieser Art sind die Wüsten und Halbwüsten der Karoo und der südlichen Kalahari im Süden von Namibia, dem Südwesten von Botswana und den westlichen und nördlichen Kapprovinzen von Südafrika.

## Lebensweise
Brants’ Pfeifratte lebt in trockenen Regionen mit harten Böden der Nama-Karoo und der südlichen Kalahari. In weiten Teilen ist das Vorkommen eng an das Vorkommen des strauchigen Rhigozum trichotomum im Bereich von Dünen und trockenen Flusstälern gebunden.  Die Verbreitungsgebiete beschränken sich weitgehend auf Regionen mit einer jährlichen Regenmenge von weniger als 300 Millimetern. Die Tiere sind tagaktiv und suchen vor allem morgens und am späten Nachmittag nach Nahrung. Sie leben in großen, unterirdischen, selbst gegrabenen Höhlensystemen. Bei Gefahr warnen sich die Tiere untereinander durch schrille Warnlaute.

### Ernährung
Die Nahrung, vor allem Gräser und anderer Niederbewuchs, suchen die Tiere an der Erdoberfläche im Bereich ihrer Baue. Brants’ Pfeifratte ernährt sich ausschließlich herbivor, also von Pflanzenteilen. Das Pflanzenspektrum ist umfassend und beinhaltet Pflanzenteile von verholztem Gebüsch, einjährigen Pflanzen, Gräsern und verschiedenen Sukkulenten. Samen und andere trockene Nahrung werden gemieden, im heißen Sommer graben sie auch nach Knollen im Boden. Die Nahrungssuche erfolgt fast ausschließlich in der direkten Nähe ihrer Baue und die Tiere entfernen sich selten mehr als 30 Zentimeter von den Eingängen, in einigen Regionen suchen sie jedoch auch zwischen mehreren Bauen und wechseln die Eingänge. Dadurch entstehen häufig benutzte Verbindungswege zwischen den einzelnen Bauen.
Die Pflanzenteile ziehen die Tiere in der Regel zu sich herab und fressen sie dann, selten klettern sie in niedriges Gebüsch. Größere Pflanzenteile transportieren die Tiere zum Eingang. Frisches Material wird direkt gefressen, größere Pflanzenteile verstauen die Tiere in ihrem Bau oder, seltener, oberirdisch im Bereich des Eingangs nahe der Nestkammer. Der größte Teil der Futterreserven wird am späten Nachmittag gesammelt und man nimmt an, dass er als Vorrat für die Nacht dient.

### Fortpflanzung und Entwicklung
Die Fortpflanzungszeit und -intensität der Tiere ist abhängig von den Umweltbedingungen und ist vor allem an den Niederschlag gebunden. In Gebieten mit sommerlichen Niederschlägen, etwa in der südlichen Kalahari, liegt die höchste Fortpflanzungsrate im Sommer. Im Namaqualand in Südafrika, in dem die Niederschläge vor allem im Winter stattfinden, gibt es entsprechend im Winter bis Frühjahr die höchsten Fortpflanzungsraten. Das Weibchen kann im Jahr mindestens 4 Würfe mit jeweils 3 bis 4 Jungtieren bekommen. Die Tragzeit beträgt etwa 38 Tage, über das Geburtsgewicht liegen keine Angaben vor. Die Tiere beginnen mit der Nahrungssuche außerhalb der Baue nach etwa 7 Tagen und nehmen etwa 1,2 Gramm pro Tag an Gewicht zu, bis sie nach sechs bis sieben Wochen etwa 55 % des Adultgewichts erreicht haben und unabhängig von der Mutter sind. Die Geschlechtsreife erreichen sie mit etwa 35 Tagen, zugleich können sie in dem Alter selbst Vorräte anlegen, Nestmaterial sammeln und das Nest gegen Artgenossen verteidigen. Kurz danach verlassen sie den Bau der Mutter. Die Weibchen leben etwa 1 bis 2 Jahre und können über den gesamten Zeitraum Jungtiere produzieren.

### Fressfeinde und Parasiten
Wie andere kleine Nagetiere stellt auch Brants’ Pfeifratte ein häufiges Beutetier zahlreicher Beutegreifer dar, darunter Raubtiere, verschiedene Reptilien und Greifvögel. Zu den wichtigsten Fressfeinden gehören unter den Greifvögeln der Große Singhabicht (Melierax canorus), der Felsenbussard (Buteo rufofuscus), der Lannerfalke (Falco biarmicus) und der Zwergadler (Hieraaetus pennatus), hinzu kommen die Schleiereule (Tyto alba) und der Fleckenuhu (Bubo africanus) unter den Eulen sowie der Schwarzhalsreiher (Ardea melanocephala). Die Fuchsmanguste (Cynictis penicillata), der Honigdachs (Mellivora capensis), der Schabrackenschakal (Canis mesomelas), die Falbkatze (Felis silvestris lybica) stellen die wichtigsten Raubsäuger dar, die der Pfeifratte nachstellen. In Teilen des Verbreitungsgebietes ist sie zudem die Hauptbeute des Karakals (Caracal caracal), der sich vor allem in der heißen Sommerperiode von den Tieren ernährt und seine Jagdzüge anhand ihrer Kolonien ausrichtet. Hinzu kommen Puffottern (Bitis arietans), Afrikanische Speikobras (Naja nigricollis), Kapkobras (Naja nivea) und Maulwurfsnattern (Pseudaspis cana).
Brants’ Pfeifratte wird darüber hinaus von mindestens acht Arten der Flöhe sowie drei Zeckenarten parasitiert. Auch als natürliche Vektoren der Pest spielen die Tiere eine Rolle.

## Systematik
Brants’ Pfeifratte wird als eigenständige Art innerhalb der Gattung der Karru-Ratten (Parotomys) eingeordnet, die aus zwei Arten besteht. Die wissenschaftliche Erstbeschreibung stammt von Andrew Smith aus dem Jahr 1834, der die Art als Euryotis brantsii anhand von Individuen aus Namakwa (Little Namaqualand) im Mündungsbereich des Flusses Oranje in der südafrikanischen Provinz Nordkap beschrieb.
Die Art ist nach dem niederländischen Zoologen Anton Brants (1805–1862) benannt.

## Status, Bedrohung und Schutz
Brants’ Pfeifratte wird von der International Union for Conservation of Nature and Natural Resources (IUCN) als nicht gefährdet (Least concern) eingeordnet. Begründet wird dies mit dem großen Verbreitungsgebiet und dem Vorkommen in mehreren geschützten Gebieten sowie den fehlenden Bestandsrisiken für die Art. Innerhalb des Verbreitungsgebietes ist sie sehr häufig und sie wird lokal als Schädling betrachtet.
Die Bestände sind abhängig von den Umweltbedingungen stark fluktuierend. In ökologisch günstigen Jahren können die Tiere Bestandsdichten von 50 Tieren pro Hektar erreichen und durch eine gute Brutsaison sogar vervierfacht werden.

## Belege
1. 1 2 3 4 5 6 7 8 9 10 11 12 13 14  Tim P. Jackson: Parotomys brantsii - Brants’s Whistling Rat.  In: Jonathan Kingdon, David Happold, Michael Hoffmann, Thomas Butynski, Meredith Happold und Jan Kalina (Hrsg.): Mammals of Africa Volume III. Rodents, Hares and Rabbits. Bloomsbury, London 2013, S. 597–599; ISBN 978-1-4081-2253-2.
2. ↑  H.I.A.S. Melville, Jdu P. Bothma: Possible optimal foraging for Brants’s whistling rats by caracals in the Kgalagadi Transfrontier Park. African Zoology 41 (1), 2006; S. 134–136. doi:10.3377/1562-7020(2006)41[134:POFFBW]2.0.CO;2.
3. ↑  Parotomys brantsii (Seite nicht mehr abrufbar, festgestellt im April 2018. Suche in Webarchiven)  Info: Der Link wurde automatisch als defekt markiert. Bitte prüfe den Link gemäß Anleitung und entferne dann diesen Hinweis.. In: Don E. Wilson, DeeAnn M. Reeder (Hrsg.): Mammal Species of the World. A taxonomic and geographic Reference. 2 Bände. 3. Auflage. Johns Hopkins University Press, Baltimore MD 2005, ISBN 0-8018-8221-4.
4. ↑  Beolens, Watkins & Grayson: The Eponym Dictionary of Mammals. Johns Hopkins University Press, Baltimore 2009, ISBN 978-0-8018-9304-9, S. 54 (Online [PDF]).
5. 1 2  Parotomys brantsii in der Roten Liste gefährdeter Arten der IUCN 2014.3. Eingestellt von: N. Coetzee, 2008. Abgerufen am 6. April 2015.